# Residente (album)
A Residεntә című nagylemez René Pérez Joglar, művésznevén Residente 2017. március 31-én megjelent első szólóalbuma. Az album két Latin Grammy-díjat és egy Grammy-díjat nyert.
Residente egy DNS-vizsgálatból megtudta, hogy a világ mely különböző részeiről származtak az ősei és ez adta az ötletet, hogy ellátogasson ezekre a helyekre és együtt zenéljen helybéli művészekkel.
Ennek az útnak az eredménye ez a 13 számot tartalmazó album. A projekt részeként született egy azonos című dokumentumfilm, továbbá megjelent egy könyv is róla.
A lemez megjelenését követően hosszú koncertturnéra indult az album anyagával és fellépett Nyugat-Európa és Latin-Amerika több országában, az Egyesült Államokban és szűkebb hazájában, Puerto Ricóban is.

## Előzmények
Néhány évvel az album megjelenése előtt Residente csináltatott egy DNS-tesztet, amiből megtudta, hogy gyökerei a világ tíz különböző pontjáról erednek, többek között Örményországból, Ghánából, Kínából és szülőföldjéről, Puerto Ricóból. Ez a sokszínűség inspirálta arra a két évig tartó utazásra, melynek eredménye egy szólóalbum, egy dokumentumfilm és egy könyv, mindegyik Residente címen. Kiadásukra és terjesztésükre Residente ötéves szerződést kötött a Fusion Media Group (Univision Communications) kiadóval, a hanglemezt viszont a Sony Music Latin terjeszti.

## Felvételek
Az album dalait Residente a két évig tartó út során írta, miközben felkereste a világ azon részeit, ahonnan ősei származtak. A felvételek a következő helyeken történtek: Szibériában, Moszkvában, Kínában, a Kaukázusban, Franciaországban, Spanyolországban, Angliában, Örményországban, Dél-Oszétiában, Ghánában, Burkina Fasóban és Nigerben, továbbá Puerto Ricóban.
Mindenütt helyi, többségükben amatőr és ismeretlen művészekkel dolgozott együtt, néhányan közülük szegénységben vagy háború sújtotta területen élnek. Ennek ellenére Residente tagadja, hogy ez egy világzene album, úgy fogalmaz: „valami újat akartam csinálni”. A bevételekből valamennyi részt vevő művész részesedést kap. Azt is hozzátette:
„Olyan tehetséges művészekkel dolgozom együtt, akiket a zeneipar nem ismer, nem figyel rájuk, akik a változás reménye nélkül csinálnak zenét, művészekkel, akikkel osztozom a DNS-ükben ugyanúgy, ahogy ők megosztották velem a történetüket.”
Az album általános hangzásáról azt mondta, hogy „színvonalát tekintve nem ez a legorganikusabb [album], amit valaha csináltam, viszont a legvalóságosabb és legpontosabb. Minden hang ezekből az országokból való, a dobok, az énekhangok, minden, ami hallható, innen származik.”
Az elő- és utómunkálatok bizonyos részeit New Yorkban, a Loisaida Centerben csinálták. Residente dolgozott még a West Willage-i Electric Lady Studiosban is.

## Témaválasztás
Az album számai főleg az egyenlőségről és az összetartozásról szólnak. Habár kezdetben kifejezetten a zene állt az utazások középpontjában, a beszélgetések arra inspirálták, hogy központi témája a faj legyen. Annak ellenére, hogy a lemez jóval azelőtt elkészült, hogy Donald Trump megnyerte a 2016-os elnökválasztást az Egyesült Államokban, Residente elismerte, hogy dalai kapcsolatba hozhatók a megjelenés idejében lezajlott eseményekkel: „Azt hiszem... a téma most még relevánsabb amiatt, ami Trump körül történik, de nem csak ezért, hanem azért is, mert a világban mindenütt sok a faji előítélet.”
Mindnyájan ugyanonnan jövünk és bár különbözőek vagyunk, egyformán vagyunk különbözőek.
Residentének szándékában áll, hogy megjelentesse az album angol nyelvű változatát is, ezért Urayoán Noel Puerto Ricó-i költő, a New York-i Egyetem tanársegédjének a segítségével már le is fordította az összes dalszöveget. A megjelenést attól tette függővé, hogy mennyire lesz elégedett a fordítással.

## Az egyes dalok története
Az album Intro ADN/DNA című nyitószámában vendégelőadóként megszólal Lin-Manuel Miranda, Residente távoli unokatestvére és elmeséli, hogyan fedezték fel kapcsolatukat.
A második számot, melynek címe Somos anormales (Abnormálisak vagyunk), az Oroszországi Föderáció területén található Tuva fővárosában, Kizilben vették fel egy hét alatt. Kizil volt Residente világ körüli útjának első állomása, ahonnan DNS-ének 6%-a származik. A zenei kíséretben részt vett a tradicionális tuvai zenét játszó, préselt torokhang technikával éneklő Chirgilchin együttes is. Ez a szám jelent meg először kislemez formájában, majd Spanyolországban videóklipet forgattak belőle John Leguizamo, Leonor Watling, Óscar Jaenada és Juan Diego Botto közreműködésével.
A romantikus Desencuentro (Félresikerült találkozás) számban a francia indie pop énekesnő Stéphanie Sokolinski, művésznevén SoKo működik közre. A dal két, egymáshoz tökéletesen illő ember találkozásáról szól, melynek során a körülmények váratlan és komikus fordulatot vesznek. Azzal kapcsolatban, hogy miért került bele ez a szerelemről szóló dal az album anyagába, Residente azt mondta a Billboardnak adott interjúban: „Ezen az albumon csupa olyan dolog van, ami engem körülvesz és ebbe beletartozik ez [a szerelem] is. Emberi kapcsolatok, párkapcsolatok – olyasmi, ami hat rám és tetszik.” A dal videóklipjét a párizsi Crémerie-Restaurant Polidor étteremben vették fel, a főszerepet Charlotte Le Bon és Édgar Ramírez játszotta.
Miközben a Guerra (Háború) című számot vették fel Hegyi-Karabahban, az azeri katonaság bombázni kezdte a régiót, ezért a zenészeknek egy biztonságosabb helyre kellett menekülniök és egy oszétiai templomban találtak menedéket. Az átélt eseményekről Residente azt mondta:
„Kemény volt találkozni a háborús menekültekkel és beszélni velük. És mivel sok olyan emberrel kellett kommunikálnom, akik csak egy nyelvet beszélnek, eltartott egy darabig. Természetesen a zene az univerzális nyelvünk, de ezen utazások után tisztelni kezdtem a nyelvtudományt, amit korábban nem tettem.”
A dal végső változatában dél-oszétiai gyerekek dobolnak, továbbá grúz bandurát és egy csecsen kórust hallhatunk. A korábban kislemezként is megjelent dal videóklipjét Residente 2017. augusztus 17-én töltötte fel a YouTube-ra. A klipet részben Spanyolországban, részben pedig Bekaa kormányzóság fővárosa, Zahla mellett forgatták egy nem hivatalos menekülttáborban Szíria és Libanon határán, ahol több mint 250 szíriai menekült tartózkodott abban az időben. Csakúgy, mint az előző két videót, ezt is Residente saját maga rendezte.
Kínában, ahonnan a DNS-ének kb. 6%-a származik, egy pekingi opera társulattal dolgozott együtt. Erről a tapasztalatáról így számolt be:
„...először is nagyon nehezen ment a kommunikáció, mert nem beszéltek angolul és ekkortájt az én angoltudásom is nagyon leromlott. A tolmácsom ugyan jól tudott angolul, de azért nem annyira, mint egy angoltanár, így aztán eltartott egy ideig, hogy a dalszöveget először spanyolról angolra, majd utána angolról kínaira fordítottuk.”
Az énekhangok alá két orgona, a londoni Temple Church és a barceloniai Palau de La Música Catalana orgonájának a hangját keverte. Ennek eredményeként jött létre az Apocalíptico (Apokalipszis) című dal, amit „Peking fojtogatóan szennyezett levegője, a modern épületek és a töredező múlt egymás mellé helyezése ihletett.”
Afrikában, ahonnan DNS-ének 10%-a ered, elment Burkina Fasóba, ahol Thomas Sankara életétől inspirálva született a La sombra (Az árnyék) című szám, amelyet a nigériai tuareg gitárossal és dalszerző énekessel, Bombinóval közösen szereztek.
A Milo című dalhoz, amit fiáról nevezett el és az ő tiszteletére írt Ghánában, az ihletet Residentének egy álom adta.
A disztópikus stílusú El futuro es nuestro (Miénk a jövő) egy olyan jövőt vázol fel, amelyben az emberek svábbogarakat esznek és nincs többé Hold, mert a terroristák felrobbantották. A dalban közreműködik Goran Bregović és rézfúvós együttese.
A Dagombas en Tamale (Dagombák Tamaléban) tamaléi dagomba törzsi énekeseket mutat be és „pénznélküliség szellemét ünnepli”.
Az utolsó szám az Hijos del cañaveral (A cukornádültetvény fiai) Residente hazájában, Puerto Ricóban született és népéről, annak kitartásáról és bátorságáról szól. A refréneket idős honfitársa, Francisco „Cholo” Rosario énekli, a női szólamot pedig lánytestvére, iLe.

## Dokumentumfilm
Az album készítésével egy időben készült egy azonos című dokumentumfilm is Residente rendezésében, amelyet 2017. március 16-án mutattak be a South by Southwest filmszemlén. A filmben mesél gyerekkoráról, arról hogy figyelemhiányos hiperaktivitásban szenvedett és hogyan küzdött ellene, láthatjuk fiatal művészként, pályájának felívelését a Calle 13 együttessel és azt is elmondja, miért döntött úgy, hogy elhagyja az együttest és szólókarrierbe kezd. A filmről kedvező kritikát írt Michael Rechtshaffen a The Hollywood Reporter folyóiratban. A filmbemutató hetén Residente és kísérő együttese Lago Lady Birdben lépett fel a Latino Resist Concert rendezvényen.

## Díjak és nevezések
Latin Grammy-díj 2017
| Díj                                | Mű                  | Eredmény |
| ---------------------------------- | ------------------- | -------- |
| Az év felvétele                    | Guerra              | Nevezés  |
| Az év albuma                       | Residente           | Nevezés  |
| Az év dala                         | Guerra              | Nevezés  |
| A legjobb urban fusion/performance | Dagombas en Tamale  | Nevezés  |
| A legjobb urban zenei album        | Residente           | Nyertes  |
| A legjobb urban zenei dal          | Somos anormales     | Nyertes  |
| A legjobb alternatív dal           | Apocalíptico        | Nevezés  |
| A legjobb tropical dal             | Hijos del cañaveral | Nevezés  |
| A legjobb rövidfilm videó          | Desencuentro        | Nevezés  |

Grammy-díj 2018
| Díj                                                     | Mű        | Eredmény |
| ------------------------------------------------------- | --------- | -------- |
| A legjobb latin rock, urban vagy alternatív zenei album | Residente | Nyertes  |

2017 júniusában a Rolling Stone magazin az albumot az abban az évben addig megjelent 50 legjobb album között említette.

## Az album dalai
Az összes szám szerzője Residente, kivéve, ahol külön meg van adva. 
| 1.    | Intro ADN / DNA (közm. Lin-Manuel Miranda)                           | 1:40 |
| 2.    | Somos anormales                                                      | 3:38 |
| 3.    | Interludio entre montañas siberianas                                 | 2:22 |
| 4.    | Una leyenda china                                                    | 4:29 |
| 5.    | Interludio Haruna Fati                                               | 0:40 |
| 6.    | Dagombas en Tamale                                                   | 3:55 |
| 7.    | Desencuentro (közm. Soko; szöveg: René Pérez, Francis Pérez és Soko) | 4:44 |
| 8.    | Guerra                                                               | 5:34 |
| 9.    | Apocalíptico                                                         | 6:12 |
| 10.   | La sombra (közm. Bombino)                                            | 4:04 |
| 11.   | Milo                                                                 | 6:03 |
| 12.   | El futuro es nuestro (közm. Goran Bregović)                          | 4:26 |
| 13.   | Hijos del cañaveral                                                  | 6:22 |
| 54:09 |                                                                      |      |

## Részt vevő művészek
- Residente – ének, producer, dalszerző
- Stéphanie Sokolinski aka Soko – vokál a Desencuentro című számban
- iLe – vokál az Hijos del cañaveral című számban
- Francisco „Cholo” Rosario – refrén az Hijos del cañaveral című számban
- Bombino – gitár a La sombra című számban
- Goran Bregović – gitár az El futuro es nuestro című számban
- Omar Rodríguez–López – elektromos gitár
- Tom Elmhirst – audio mix

## Fordítás
- Ez a szócikk részben vagy egészben  a   Residente_(álbum) című spanyol Wikipédia-szócikk ezen változatának fordításán alapul.  Az eredeti cikk szerkesztőit annak laptörténete sorolja fel. Ez a jelzés csupán a megfogalmazás eredetét és a szerzői jogokat jelzi, nem szolgál a cikkben szereplő információk forrásmegjelöléseként.